# Irene Greif
Irene Greif est une informaticienne américaine et fondatrice du domaine du travail coopératif assisté par ordinateur (TCAO). Elle est la première femme à obtenir un doctorat en informatique de l'Institut de technologie du Massachusetts.

## Biographie
Irène Greif naît à New York d'une mère comptable,. Elle fréquente le Hunter College avant d'obtenir ses diplômes de premier et deuxième cycles au MIT. En 1975, elle devient la première femme à obtenir un doctorat en informatique du MIT,. Dans sa thèse, elle publie le premier modèle d'acteur opérationnel.
Elle est professeure d'informatique à l'Université de Washington avant de retourner au MIT en tant que professeure de génie électrique et d'informatique de 1977 à 1987. En 1984, Irène Greif et Paul Cashman inventent le terme « travail coopératif assisté par ordinateur » (TCAO) lors d'un atelier interdisciplinaire à Cambridge, Massachusetts,. Préférant la recherche à l'enseignement, elle quitte le milieu universitaire en 1987 pour rejoindre l'entreprise Lotus, où elle dirige son Product Design Group, et crée le groupe Lotus Research en 1992. Après l'acquisition de Lotus par IBM, elle devient IBM Fellow et occupe le poste de directrice de l'expérience utilisateur collaborative au centre de recherche Thomas J. Watson de l'entreprise,.
Elle prend sa retraite d'IBM en 2013 et vit à présent à Newton Center dans le Massachusetts. Elle est mariée à Albert R. Meyer, professeur d'informatique au MIT.

## Hommages et distinctions
Irène Greif est membre de l'Académie américaine des arts et des sciences (AAAS) et de l'Association for Computing Machinery (ACM) ; elle est également membre de la National Academy of Engineering. Elle est intronisée au Women in Technology International Hall of Fame en 2000 et reçoit le prix Women Entrepreneurs en Science and Technology Leadership (2008) et le ABIE Award for Technical Leadership de l'Institut Anita-Borg en 2012,,. 